# Casa Miquel (la Bisbal d'Empordà)
La Casa Miquel és un gran casal d'època barroca a la plaça Major de la Bisbal, davant la façana de l'església de Santa Maria.

## Arquitectura
Es tracta d'un edifici de grans dimensions, de planta baixa i dos pisos. A la planta baixa hi ha una gran porta d'accés, d'arc escarser amb emmarcament motllurat, que s'obre a un ampli vestíbul on hi ha l'escala que condueix als pisos superiors. A banda i banda de la porta hi ha obertures d'arc escarser i petites finestres rectangulars. Al primer pis hi ha tres balcons amb obertures d'arc escarser (el balcó de l'esquerra és cantoner). Al pis superior hi ha tres balcons rectangulars emmarcats en pedra. L'edifici es corona amb cornisa i coberta de teula. La façana lateral esquerra presenta una tipologia similar.
A la banda dreta de l'edifici hi ha un annex d'època posterior a la resta de la construcció.

## Història
La casa Miquel és un dels edificis més notables bastit al segle xviii a la Bisbal. El matrimoni format per Domènec-Ignasi de Miquel i Maria Escolàstica de Vilaplana, barons de Púbol, el van fer construir vers la fi d'aquella centúria i es va convertir en la seva residència principal. L'edifici ocupava la finca on en altre temps hi havia la casa de Francesc Comes, comte de Rocamartí, de la família de la senyora de Miquel.
Quan, vers la fi del 1792, van instal·lar-se a la vila alguns nobles fugitius de la França revolucionària, es van celebrar grans festes, algunes de les quals van tenir lloc a la casa Miquel. Posteriorment, al final de la Guerra del Francès, el mariscal Suchet va allotjar-se al casal dels Miquel el 24.02.1814, i consta que li fou presentat tot l'ajuntament. La família Miquel va habitar la casa fins a la fi del segle xix.
Aquest edifici ha estat protegit com a bé cultural d'interès local. L'edifici s'ha reformat interiorment amb l'objectiu de condicionar-lo per contenir oficines.